# 石谷信號場
石谷信號場 （日语：／ Ishiya shingoujou */?）是一由北海道旅客鐵道（JR北海道）函館本線的信號場，位於日本北海道茅部郡森町。石谷信號場屬於JR北海道函館支社的管理範圍，並由森站代管。
因使用人數持續不足，2022年3月12日起隨時間表改正而遭廢站，改為信號場。

## 車站結構
島式、對向式複合月台2面3線的地面車站，2號月台用作待避。2個月台的中央設有站內平交道。雖然仍然留有木造的站舍，但是已經無人化（森站管理）。

## 相鄰車站
北海道旅客鐵道（JR北海道）
■函館本線
普通
森（H62）－（石谷信號場）－石倉（H58）

## 外部連結
- JR北海道石谷站 （页面存档备份，存于） （日語）